# Fisher Building (Chicago)
El Fisher Building es un edificio emblemático de estilo neogótico ubicado en 343 South Dearborn Street en el área comunitaria de Chicago Loop de Chicago, la ciudad más poblada del estado de Illinois (Estados Unidos). Encargado por el magnate del papel Lucius Fisher, tiene 20 pisos y mide 83,8 metros. El edificio original fue terminado en 1896 por D. H. Burnham & Company con una adición añadida posteriormente en 1907.

## Historia
En el momento de su finalización, el edificio era uno de los dos edificios en Chicago que tenía 18 pisos o más, el otro era el Edificio Masónico (que tenía 21 pisos de altura). Hasta el día de hoy, Fisher Building es el edificio de 18 pisos más antiguo de Chicago que no ha sido demolido. El Templo Masónico, aunque más alto y antiguo, fue demolido en 1939.
La estructura original fue diseñada por Charles B. Atwood de D. H. Burnham & Company.En 1906, una adición en el lado norte del edificio lo elevó de 18 a 20 pisos. Un ex empleado de la firma Burnham, Peter J. Weber, diseñó y supervisó la adición del edificio que se completó en 1907.
El Fisher Building cuenta con tallas de terracota de varias criaturas acuáticas, incluidos peces y cangrejos. También hay águilas, dragones y criaturas míticas representadas en la fachada.
Actualmente es propiedad y está administrado por City Club Apartments, dirigido por el agente de arrendamiento Top 5 Edwin Nieves, gerente de ventas de City Club Apartments. Tenía apartamentos en los pisos 3 a 20 y tiendas comerciales en el primer y segundo piso.
El Edificio Fisher fue designado como Monumento Histórico de Chicago el 7 de junio de 1978, y fue agregado al Registro Nacional de Lugares Históricos el 16 de marzo de 1976.

## Inquilinos
La sede principal de CA Dunham Company solía ocupar el edificio Fisher durante la mayor parte del siglo XX. Dunham fue el inventor de la trampa de vapor termostática para su uso en equipos de radiadores (calefacción) y un pionero en el desarrollo de sistemas de calefacción a vapor. Con el paso del tiempo, se fusionaron con Bush Manufacturing Company para convertirse en Dunham-Bush Company . Más tarde compraron Warren-Webster Company, otro pionero de la calefacción a vapor. Finalmente, la división de calentamiento a vapor se vendió para convertirse en Marshall Engineered Products Company o MEPCO .
Actualmente, el edificio alberga a Wheeler Kearns Architects, importante en la producción de arquitectura de alta gama en todo Chicago, incluidos Marwen y Stratum Pier, además de numerosos miembros del personal que enseñan en la Universidad de Illinois en Chicago y otras instituciones. Fueron Firma del Año según la AIA en 2016.